# Alosa becllarga d'Agulhas
L'alosa becllarga d'Agulhas (Certhilauda brevirostris) és una espècie d'ocell de la família dels alàudids (Alaudidae)

## Hàbitat i distribució
Habita garrigues de l'extrem sud de Sud-àfrica.

## Taxonomia
Alguns autors consideren aquest ocell una subespècie de l'alosa becllarga del Cap (C.curvirostris).